# Emanuel Ax
Emanuel Ax (Lviv, 8 de junho de 1949) É um  pianista, vencedor de Grammy norte-americano. Atualmente é professor na faculdade Juilliard School. É consideredo um dos maiores pianistas do Séc XXI.
Nasceu em Lviv, na Ucrânia (antiga cidade polaca, na época uma república da União Soviética) filho de Joaquim e Hellen Ax, ambos sobreviventes de campos de concentração nazista. 
Começou a estudar piano aos seis anos de idade, com o seu pai. Quando tinha oito anos a família mudou-se para Varsóvia, Polónia (onde estudou piano tocando na escola em Miodowa) e dois anos depois de Winnipeg, no Canadá, onde continuou a estudar música, inclusive como membro do Junior Club Musical de Winnipeg. Em 1961 a família mudou-se para Nova York e Ax continuou seus estudos na Juilliard School. Em 1970 recebeu seu M.B.A. da Universidade de Columbia e se tornou um cidadão americano. Em 1973 ganhou o Young Concert Artists International Auditions.
Do seu repertório fazem parte compositores contemporâneos como, John Adams, Christopher Rouse, e Bright Sheng. Ele realiza trabalhos com Sir Michael Tippett, Hans Werner Henze, Schwantner Joseph Paul Hindemith e, compositores mais tradicionais, como Haydn, Mozart, Beethoven, and Chopin.
Ax realiza regularmente recitais duo com o violoncelista Yo-Yo Ma e realizou quartetos com o violinistas Isaac Stern e Jaime Laredo, antes da dissolução em 2001 devido à morte de Stern, gravou obras para a Sony por Brahms, Fauré, Beethoven, Schumann e Mozart.
É também artista convidado num filme documentário sobre a Orquestra Sinfónica de Toronto Five Days in September; the Rebirth of an Orchestra. 
Recebeu da Yale University a Sanford Medal 
É doutorado honorário de música da Universidade de Yale concedido em maio de 2007.
Vive em New York City com a sua esposa, a pianista Yoko Nozaki, e os seus dois filhos, Joey e Sarah.

## Prémios
- 1971 - Vianna da Motta International Music Competition
- 1974 - Arthur Rubinstein International Piano Competition em Tel Aviv
- 1979 - Avery Fisher Prize em New York
- Award of Excellence, The International Center in New York

Grammy Award for Best Chamber Music Performance:
- Emanuel Ax & Yo-Yo Ma for Brahms: Cello and Piano Sonatas in E Minor and F (Grammy Awards of 1986)
- Emanuel Ax & Yo-Yo Ma for Beethoven: Cello and Piano Sonata No. 4 in C & Variations (Grammy Awards of 1987)
- Emanuel Ax, Jaime Laredo, Yo-Yo Ma & Isaac Stern for Brahms: Piano Quartets (Op. 25 and 26) (Grammy Awards of 1992)
- Emanuel Ax & Yo-Yo Ma for Brahms: Sonatas for Cello & Piano (Grammy Awards of 1993)
- Emanuel Ax, Yo-Yo Ma & Richard Stoltzman for Brahms/Beethoven/Mozart: Clarinet Trios (Grammy Awards of 1996)

Grammy Award for Best Instrumental Soloist Performance (without orchestra):
- Emanuel Ax for Haydn: Piano Sonatas, Nos. 32, 47, 53, 59 (Grammy Awards of 1995)
- Emanuel Ax for Haydn: Piano Sonatas Nos. 29, 31, 34, 35 & 49 (Grammy Awards of 2004)